# 김지웅 (1998년)
김지웅(1998년 12월 14일 ~ )은 대한민국의 배우, 가수, 모델이다. 엠넷의 리얼리티 경쟁 프로그램 BOYS PLANET에서 경쟁하여 최종화에서 8위에 순위를 올렸고 이를 통해 대한민국의 보이 밴드 제로베이스원의 일원이 되었다.  이전까지 김지웅은 보이그룹 INX이 2017년 해체할 때까지 이 그룹의 구성원이었다.

## 생애
1998년 12월 14일 대한민국 경상북도 포항시에서 태어나서 강원특별자치도 원주시에서 학창시절을 보냈다.

## 비디오그래피

### 예능 프로그램
- 2023년 M.net 보이즈 플래닛 (출연자)
- 2023년 YouTube 소년탐정 김지웅 (진행자)
- 2023년 JTBC 아는형님 (게스트)
- 2023년 JTBC 톡파원25시 (게스트)
- 2025년 유튜브 집대성 (게스트)

### MC
- 2023년 11월 26일 SBS SBS 인기가요 (스페셜 진행자)

### 뮤직 비디오 출연
| 연도   | 제목                    | 가수       | 공식 비디오 |
| ------ | ----------------------- | ---------- | ----------- |
| 2014년 | 시끄러워U               | 와썹       | 유튜브      |
| 2021년 | 빠져들겠어              | 온리원오브 | 유튜브      |
| 2021년 | 꽃이 예뻐봤자 뭐해      | 신용재     | 유튜브      |
| 2022년 | 이별한 이유가 너무 아파 | 임한별     | 유튜브      |
| 2023년 | Number Boy              | 홀랜드     | 유튜브      |